# زکری آبل
زکری آبل (انگلیسی: Zachary Abel؛ زادهٔ ۴ سپتامبر ۱۹۸۰) یک هنرپیشه اهل ایالات متحده آمریکا است. وی از سال ۲۰۰۷ میلادی تاکنون مشغول فعالیت بوده‌است.